# Episodi di Harry Wild - La signora del delitto (terza stagione)
La terza stagione della serie televisiva britannica e irlandese Harry Wild - La signora del delitto (Harry Wild), composta da 6 episodi, è stata distribuita in prima visione nel Regno Unito sul servizio di streaming Acorn TV dal 13 maggio al 10 giugno 2024.
In Germania la stagione è stata distribuita sul servizio di streaming ZDFmediathek il 9 agosto 2024 e trasmessa su ZDF dall'11 al 25 agosto 2024.
In Italia la stagione è inedita.
| n° | Titolo originale                        | Titolo tedesco                                  | Titolo italiano | Pubblicazione  | Pubblicazione | Prima TV       | Prima TV |
| n° | Titolo originale                        | Titolo tedesco                                  | Titolo italiano | Regno Unito    | Germania      | Germania       | Italia   |
| -- | --------------------------------------- | ----------------------------------------------- | --------------- | -------------- | ------------- | -------------- | -------- |
| 1  | Killing Me Softly With His Bad Pop Song | Der seltsame Fall des Jamie Dawson              |                 | 13 maggio 2024 | 9 agosto 2024 | 11 agosto 2024 | inedita  |
| 2  | Too Many Harrys Spoil The Murder        | Der Koch, seine Freundin, ihr Kopf und ein Mord |                 | 13 maggio 2024 | 9 agosto 2024 | 11 agosto 2024 | inedita  |
| 3  | Lights, Camera, Murder                  | Der Feind in meiner Soap                        |                 | 20 maggio 2024 | 9 agosto 2024 | 18 agosto 2024 | inedita  |
| 4  | The Man Who Murdered Himself            | Mord im schiefen Haus                           |                 | 27 maggio 2024 | 9 agosto 2024 | 18 agosto 2024 | inedita  |
| 5  | Cleanliness Is Next To Deadliness       | Unser Dorf soll schöner morden                  |                 | 3 giugno 2024  | 9 agosto 2024 | 25 agosto 2024 | inedita  |
| 6  | Dead Man's Trigger                      | Nakatomi Plaza, Dublin Edition                  |                 | 10 giugno 2024 | 9 agosto 2024 | 25 agosto 2024 | inedita  |

## Killing Me Softly With His Bad Pop Song
- Titolo originale: Killing Me Softly With His Bad Pop Song
- Titolo tedesco: Der seltsame Fall des Jamie Dawson
- Diretto da: Rob Burke e Ronan Burke
- Scritto da: David Logan e Jo Spain

### Trama
- Ascolti Italia: telespettatori ? – share ?.

## Too Many Harrys Spoil The Murder
- Titolo originale: The Village Has Eyes
- Titolo tedesco: Der Koch, seine Freundin, ihr Kopf und ein Mord
- Diretto da: Rob Burke e Ronan Burke
- Scritto da: David Logan e Jo Spain

### Trama
- Ascolti Italia: telespettatori ? – share ?.

## Lights, Camera, Murder
- Titolo originale: Lights, Camera, Murder
- Titolo tedesco: Der Feind in meiner Soap
- Diretto da: Rob Burke e Ronan Burke
- Scritto da: David Logan e Jo Spain

### Trama
- Ascolti Italia: telespettatori ? – share ?.

## The Man Who Murdered Himself
- Titolo originale: The Man Who Murdered Himself
- Titolo tedesco: Mord im schiefen Haus
- Diretto da: Rob Burke e Ronan Burke
- Scritto da: David Logan e Jo Spain

### Trama
- Ascolti Italia: telespettatori ? – share ?.

## Cleanliness Is Next To Deadliness
- Titolo originale: Cleanliness Is Next To Deadliness
- Titolo tedesco: Unser Dorf soll schöner morden
- Diretto da: Rob Burke e Ronan Burke
- Scritto da: David Logan e Jo Spain

### Trama
- Ascolti Italia: telespettatori ? – share ?.

## Dead Man's Trigger
- Titolo originale: Dead Man's Trigger
- Titolo tedesco: Nakatomi Plaza, Dublin Edition
- Diretto da: Rob Burke e Ronan Burke
- Scritto da: David Logan e Jo Spain

### Trama
- Ascolti Italia: telespettatori ? – share ?.